# Petronella van Vliet
Petronella van Vliet, detta Nel (Hilversum, 17 gennaio 1926 – 4 gennaio 2006) è stata una nuotatrice olandese.
Specializzata nella rana, ha vinto la medaglia d'oro nei 200 m ai Giochi olimpici di Londra 1948.
È stata primatista mondiale nelle distanze dei 100 m e 200 m rana.

## Palmarès
- Olimpiadi
  - Londra 1948: oro nei 200 m rana.
- Europei di nuoto
  - 1947 - Montecarlo: oro nei 200 m rana.